# Истборн

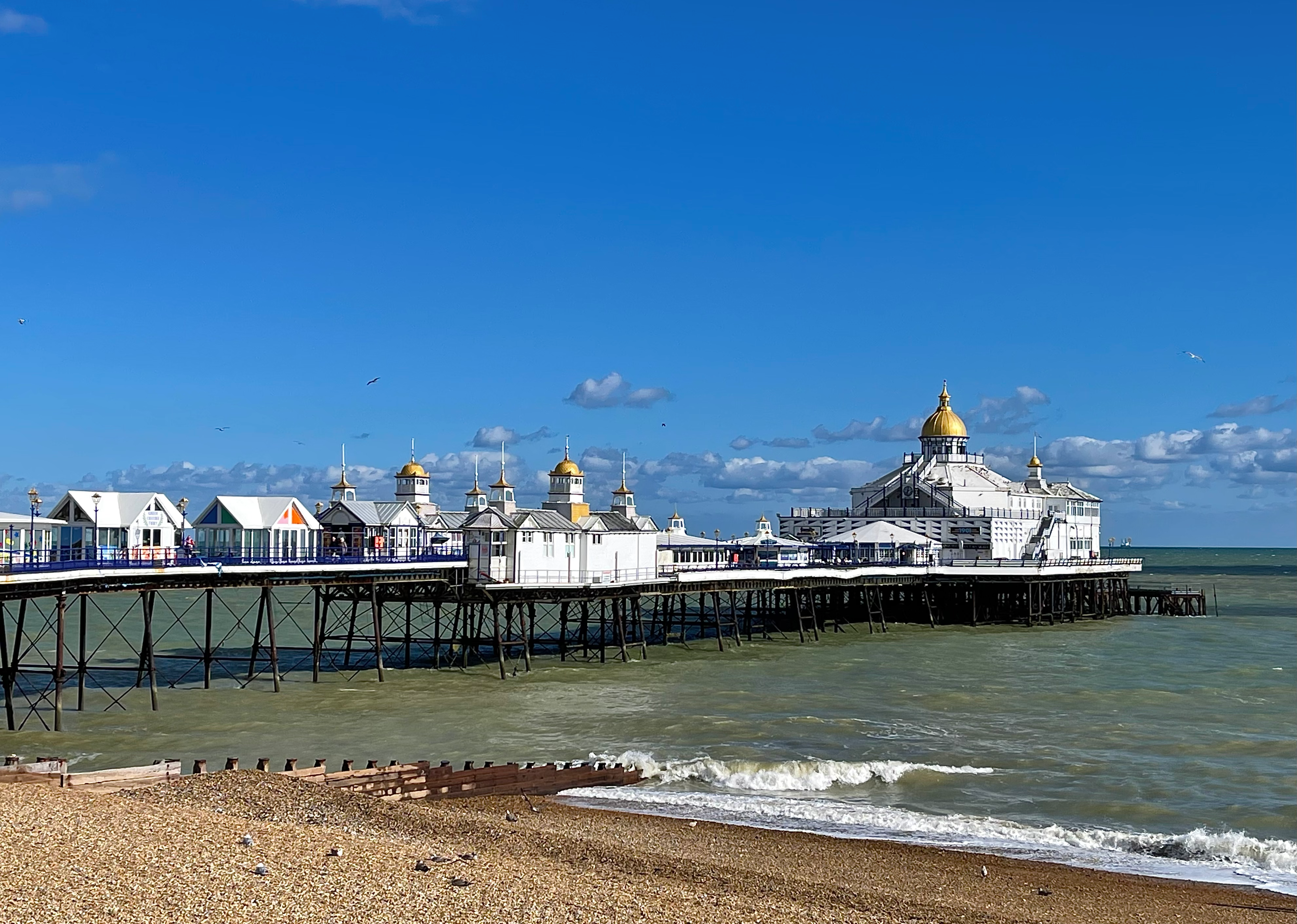

И́стборн (англ. Eastbourne) — город в Англии в графстве Восточный Суссекс на побережье Ла-Манша, образует административный район (боро).

## История и место расположения

Истборн на карте графства Восточный Суссекс

До XIX века Истборн оставался весьма небольшим поселением, пока его четыре района постепенно не разрослись до размеров города. После того как сюда была проведена железная дорога, Истборн стал одним из главных викторианских прибрежных курортов и остаётся популярным по сей день.
Истборн расположен у восточной оконечности Южных низин неподалёку от знаменитого мелового утёса Бичи-Хед (Beachy Head), высота которого достигает 162 метров. На этом утёсе был развеян прах Фридриха Энгельса согласно его завещанию.
В городе жил и преподавал в местном университете английский поэт Фрэнсис Уильям Бурдийон.

## Международные события
Истборн известен как место проведения ежегодного 4-дневного авиашоу (Airbourne).
В городе расположен Devonshire Park Lawn Tennis Club, регулярно принимающий различные международные теннисные соревнования. Трибуны центрального корта способны принять до восьми тысяч человек одновременно.